# Fuentes de Ebro (kommun)
Fuentes de Ebro är en kommun i Spanien.   Den ligger i provinsen Provincia de Zaragoza och regionen Aragonien, i den nordöstra delen av landet, 280 km öster om huvudstaden Madrid. Antalet invånare är 4 577.